# № 1 (Королевский красный и голубой)
«№ 1 (Королевский красный и голубой)» (англ. No 1 (Royal Red and Blue)) — картина американского художника Марка Ротко, ведущего представителя абстрактного экспрессионизма, написанная в 1954 году.

## История владения
Была продана за 75,1 миллиона долларов на аукционе Sotheby's в ноябре 2012 года.